# De man die zich uitvouwde
De man die zich uitvouwde (Amerikaanse titel: The man who folded himself) is een sciencefictionroman uit 1973 van de Amerikaanse schrijver David Gerrold. Het origineel werd uitgebracht door uitgeverij Random House in New York. De Nederlandstalige versie werd in 1974 uitgegeven door Uitgeverij Het Spectrum in de Prisma Pocketsreeks onder catalogusnummer 1632, kostprijs NLG 3,95. 
De Nederlandse pers besteedde er nauwelijks aandacht aan. Het Algemeen Dagblad van 27 juli 1974 meldde alleen de uitgave en thema: tijdreizen.
De Amerikaanse versie werd zowel genomineerd voor de Nebula Award als de Hugo Award in de categorie beste roman, maar won niet. Beide prijzen gingen naar Rendez-vous met Rama van Arthur C. Clarke.

## Synopsis
Het verhaal begint in 1975 waar student Daniel Eakins in de erfenis van zijn oom Jim een riem ontvangst die tijdreizen mogelijk maakt. Eakins moet al doende de werking onder de knie krijgen, want zijn oom heeft geen gebruiksaanwijzing achtergelaten. Eakins is zich bewust van de zogenaamde grootvaderparadox, maar merkt toch ook dat tijdreizen daadwerkelijk mogelijk is. Door voor zichzelf een loop/lus te scheppen komen er steeds meer Daniel Eakins op de wereld, maar ergens vindt een ongelukje plaats waarbij hij zichzelf uitveegt. Eakins moet dus verder terug om zichzelf weer op de wereld te krijgen. Daarbij komt hij een vrouwelijke versie van zichzelf tegen met wie hij uiteindelijk weer zichzelf op de wereld zet. Als die jongeling in 1975 doet Daniel zichzelf voor als oom Jim.
Opvallend werd gevonden dat Daniel seks heeft met zichzelf, niet alleen in vrouwelijke vorm, maar omdat hij zich goed bij zichzelf voelt ook met een andere versie van hemzelf in manvorm. De termen masturbatie en homoseksualiteit worden ter sprake gebracht. Dat tijdreizen een secure kwestie is blijkt uit het feit dat Eakin aanwezig is bij de uitbarsting van de Vesuvius in 79 en daar een blikje Coca-Cola achterlaat, dat in zijn eigen tijd in een museum te zien is als overblijfsel uit Pompeï.   